# کوکسیلا بورنتی

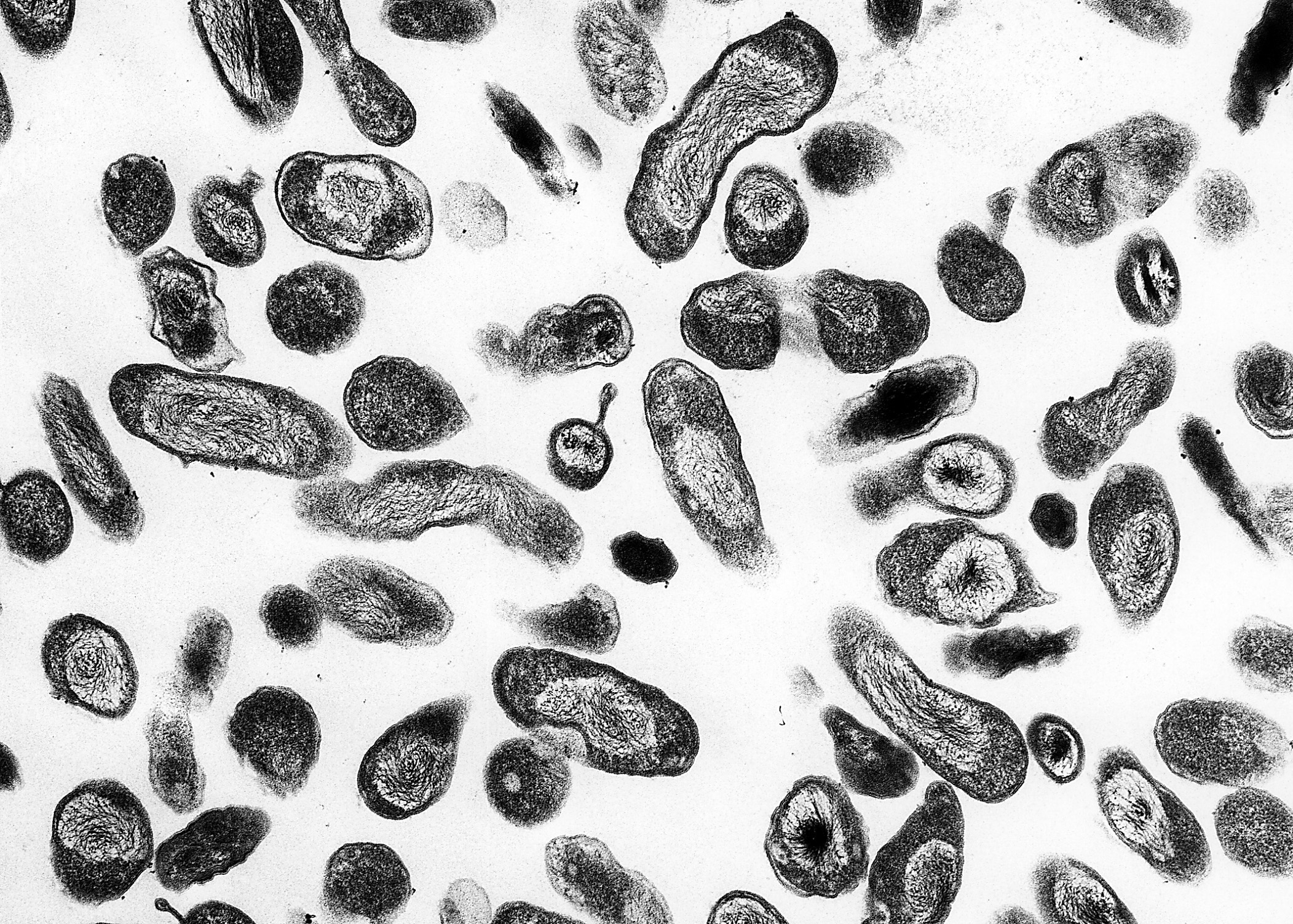
باکتری

باکتری کوکسیلابورنتی (به انگلیسی: Coxiella burneti) عامل بیماری تب کیو است.

## مشخصات کلی
ـ اجرامی میله‌ای معمولاً کوچکتر از ریکتزیا، ابعاد آن به طول ۲/ - ۴/ در ۴/ - ۰/۱ میکرومتر می‌باشد گاهی به‌شکل دیپلوباسیل به طول ۰/۱ - ۶/۱ یا گرد به قطر ۳/ - ۴/ میکرومتر در می‌آیند . فاقد تاژک و کپسول و در درون سیتوپلاسم غالباً در وضع انبوهی بزرگ به قطر ۲۰- ۳۰ میکرومتر که به همدیگر قویاً چسبیده‌اند، نمایان هستند. گرم منفی، مثبت یا منفی و در درون یاخته زندگی کرده و مراحل مختلف سیر تکاملی خود را در همین حفره‌های مخصوص می‌پیماید.
جدار یاخته‌ای از ۲ یا ۳ لایه تشکیل که لایه خارجی تیره رنگ به ضخامت ۲۰nm، لایه روشن تری به ضخامت ۲۵nm و باز لایه سوم تیره رنگ به ضخامت ۴۵nm و نهایتاً در مواردی لایه اضافی دیگری که ضخامت ۲۰۰nm دارد تعیین کرده‌اند. وجود DNA شناخته شده و ممکن است به طور فیزیکی با ریبوزومهای محتوی RNA در سیتوپلاسم ارتباط داشته باشد. بیشتر گرام منفی است ولی آزمایشهای بیوشیمیایی می‌رساند که کوکسیلا بورنتی واجد بعضی خواص باکتری‌های گرم مثبت نیز می‌باشد. با گیمسا یا سایر روشهای رومانسکی به رنگ آبی، قرمز، یا ارغوانی و با تکنیک ماکیوولو به رنگ قرمز روشن در می‌آید. بهترین طریقه رنگ آمیزی با Auramine(اورامین) و آزمایش گسترش زیر میکروسکوپ فلورسان می‌باشد.

## خواص کشت
ـ کوکسیلا بورنتی انگل اجباری درون یاخته می‌باشد بنابراین در محیط کشت غیرزنده رشد نمی‌کند . کشت آن در رویان جوجه و در زرده تخم مرغ و در حرارت ۳۵ درجه بهتر و حداکثر رشد و نمو هنگامی است که مرگ رویان نزدیک می‌شود. برخلاف گونه‌های ریکتزیا تغییرات کوچک در درجه حرارت یا تاریخ برداشت نامساعد اثر نامطلوب از نظر مقدار محصول خواهد داشت، زمان تقسیم در رویان جوجه تقریباً ۱۲ ساعت می‌باشد.
بعد از ۲ یا ۳ با پاساژ از جنین مرغ کشت بهتر و محصول نیز بیشتر خواهد بود که از این روش برای آزمایش‌های تهیه پادگن و C.F و آگلوتیناسیون استفاده می‌شود.
کشت بافتی با استفاده از یاخته‌های مختلف مثل یاخته‌های اندوتلیال یا فیبروبلاست رویان جوجه یا با یاخته‌های موش امکان پذیر است ولی مقدار برداشت کمتر از محصول زرده رویان جوجه خواهد بود.

## تاثیر عوامل فیزیکی و شیمیایی
ـ کوکسیلا بورنتی از خیلی اجرام غیر هاگ دار در مقابل عوامل فیزیکی و شیمیایی مقاوم می‌باشد. مثلاً خشکی و پوسیدگی و حرارت اتاق به مدت طولانی اثر چندانی روی آن ندارد. این باکتری روزها و هفته‌ها روی شیر، خامه، کره و پنیر زنده و عفونت زا باقی می‌ماند.
گرم کردن شیر خام در حرارت ۶۲ درجه بمدت ۳۰ دقیقه به منظور نابود سازی جرم کافی نیست. قدرت عفونی زایی جرم در مدفوع کنه تا ۵۶۸ روز محفوظ می‌ماند. ولی پاستوریزاسیون شیر به طریقه Flash در ۷۳ درجه به مدت ۱۵ ثانیه کاملاً مؤثر است.

## تغییرات فاز
ـ در نتیجه آزمایشهای ایمنی‌شناسی دریافتند که کوکسیلا بورنتی تنها جرمی است در بین ریکتزیاها که تغییرات فاز نشان می‌دهد. به عبارت دیگر از نظر ساختمانی دو فاز دارد : 
- فاز I : به نام larg cell varient نیز شناخته می‌شود که فرم فعال و بیماریزای باکتری است. در این فاز برخلاف فاز II، کروماتین متمرکز نبوده و دیواره باکتری ضخیم نیست و اندازه باکتری بزرگ است
- فاز II : به نام small cell varient نیز شناخته می‌شود که فرم مقاوم باکتری بوده و توانایی زنده ماندن در شرایط محیطی را دارد. در این فاز، کرومایتن باکتری متمرکز بوده و دیواره باکتری خاص و ضخیم است و دارای شبکه درون سلولی پیچیده می‌باشد (مشابه آنچه در اسپور مشاهده می‌شود)

## میزبان و حیوانات حساس
ـ این عامل را در گونه‌های مختلف حیوانات اهلی و وحشی و در گونه‌های متعدد کنه‌ها از خانواده ایگسودیده و آرگازیده و بعضی بندپایان دیگر، تعداد زیادی از جوندگان( خرگوش، موش بزرک و کوچک)   لاک‌پشت و حیوانات اهلی از قبیل گوسفند و گاو و بز و اسب و سگ و خوک و شتر و گاومیش و حیوانات وحشی و بعضی پرندگان اهلی و وحشی (کبوتر و خفاش) یافته‌اند. انسان میزبان تصادفی است و گاهی بیماری خطرناک در انسان ایجاد می‌کند.

## بیماریزایی
ـ این باکتری ارگانیسم مقاومی است؛ به‌طوری که به‌مدت ۷ تا ۱۰ روز در دمای ۱۵ تا ۲۰ درجه سانتی گراد در پشم گوسفندان و به‌مدت بیش از یک ماه در گوشت تازه و به‌مدت ۴۰ ماه در سرشیر، زنده می‌ماند.
ـ این باکتری منجر به ایجاد التهاب نمی‌شود.
ـ در بیماریزایی این باکتری سیستم ترشحی تیپ IV نقش بسیار مهمی دارد
ـ دوره کمون آن بین ۴۰-۲ روز، به‌طور متوسط ۲۰ روز است.
ـ انسان تنها موجودی است که بیماری بدین شکل در آن رخ می‌دهد و در اکثر موارد بیماری بدون علامت است.
ـ بیماری تب Q دو فرم دارد: حاد، مزمن
- فرم حاد: کمتر از ۶ ماه طول میکشد و خود محدود شونده است. در ۵۰-۳۰ درصد موارد منجر به بروز علائم شبه آنفلوانزا، ۱۰ درصد موارد ایجاد راش پوستی و ایجاد پنومونی آتیپیک می‌شود. شایع‌ترین بیماری در این فرم اندوکاردیت است اما همچنین می‌تواند باعث بروز میوکاردیت، پریکاردیت و مننگوانسفالیت گردد. در ۲-۱ درصد موارد باعث مرگ بیمار می‌شود.
- فرم مزمن: بیشتر از ۶ ماه طول می‌کشد و تنها ۵-۱ درصد افراد این فرم را نشان می‌دهند بخصوص زنان باردار و افراد دارای نقص سیستم ایمنی. شایعترین بیماری در ۷۰-۶۰ درصد موارد اندوکاردیت است اما می‌تواند باعث سیروز، هپاتیت، استئومیلیت و .... شود. در ۵۰ درصد موارد حتی بعد از درمان انتی‌بیوتیکی شاهد عود بیماری هستیم.

## تشخیص
ـ روش‌های سرولوژی به عنوان خط اول تشخیص بیماری استفاده می‌شوند
ـ IFA (ایمونوفلورسانس غیر مستقیم) روش گلداستاندارد تشخیص باکتری است و باید در این روش افزایش چهار برابری تیتر آنتی‌بادی در دو سرمی که در دو دوره مختلف از بیمار گرفته شده تائید گردد تا بیمار را مثبت اعلام شود.
ـ همچنین می‌توان از روش‌های PCR (برای IS 1111 که تا ۲۰ کپی از آن در ژنوم باکتری وجود دارد) و ایمونوهیستوشیمی برای تشخیص استفاده کرد.
ـ از مشکلات کار با بیماری این است که تشخیص دهیم بیمار در چه مرحله‌ای از بیماریست:
- اگر تیتر آنتی‌بادی علیه هر دو فاز باکتری بزرگتر یا مساوی ۱۶ باشد، یعنی بیماری در فرد وجود دارد.
- اگر تیتر آنتی بادی علیه فاز II> تیتر آنتی‌بادی علیه فاز I باشد، یعنی بیماری در مرحله حاد است.
- اگر تیتر آنتی‌بادی علیه فاز I بزگتر یا مساوی تیتر انتی‌بادی علیه فاز II باشد، یعنی بیماری در مرحله مزمن است.

## درمان
ـ داکسی‌سایکلین بهترین و مهمترین آنتی‌بیوتیک مورد استفاده در این بیماریست. فرم مزمن به ۳-۲ سال درمان نیاز دارد